# Luce Lietaer
Luce Aerts-Lietaer (Antwerpen, 26 februari 1923 – Wilrijk, 19 juli 2019) was een Belgisch politica voor de CVP. Ze was burgemeester van Edegem.

## Biografie
Luce Lietaer stond bij de gemeenteraadsverkiezingen van 1970 in Edegem derde op de CVP-lijst na Leo Tindemans en Jan van den Kerkhof. Ze werd verkozen tot gemeenteraadslid en werd ook schepen. Bij de gemeenteraadsverkiezingen van 1988 was ze lijsttrekker en begin 1989 werd ze burgemeester van Edegem, een mandaat dat ze uitoefende tot 1992. Ze was de eerste vrouwelijke burgemeester van Edegem.
Ze was actief in het plaatselijke KAV-verbond.